# Coleophora struella
Coleophora struella é uma espécie de mariposa do gênero Coleophora pertencente à família Coleophoridae.